# Dolinnoje Lake
Dolinnoje Lake är en sjö i Antarktis. Den ligger i Östantarktis. Australien gör anspråk på området. Dolinnoje Lake ligger 92 meter över havet.